# Obsjtina Vidin
Obsjtina Vidin (bulgariska: Община Видин) är en kommun i Bulgarien.   Den ligger i regionen Vidin, i den nordvästra delen av landet, 150 km norr om huvudstaden Sofia.
Obsjtina Vidin delas in i:
- Antimovo
- Bela Rada
- Bukovets
- Gomotartsi
- Gradets
- Dunavtsi
- Inovo
- Kapitanovtsi
- Kosjava
- Kutovo
- Pokrajna
- Sinagovtsi
- Slana bara
- Slanotrăn
- Novoseltsi
- Major Uzunovo
- Druzjba
- Kalenik

Följande samhällen finns i Obsjtina Vidin:
- Vidin